# نواة فوق بصرية
النواة فوق البصرية هي نواة الخلايا العصبية الإفرازية الكبيرة في منطقة ما تحت المهاد (الوطاء) في دماغ الثدييات. تقع النواة في قاعدة الدماغ، بجوار التصالبة البصرية. لدى البشر، تحتوي النواة فوق البصرية على نحو 3000 عصبون (خلية عصبية).

## الدور
تنتج أجسام الخلايا الهرمون الببتيدي فاسوبرسين، المعروف أيضًا باسم الهرمون المضاد لإدرار البول، والهرمون الببتيدي أوكسيتوسين. يتحرر كل من هذين الببتيدين من الغدة النخامية الخلفية. ينتقل الفاسوبرسين عبر مجرى الدم إلى الخلايا المستهدفة في القنوات الحليمية في الكلى، ما يعزز إعادة امتصاص الماء. يعبرالأوكسيتوسين مجرى الدم ليمارس تأثيره على الغدد الثديية والرحم.
في أجسام الخلايا، تتجمع الهرمونات في حويصلات كبيرة مرتبطة بالغشاء تنتقل أسفل المحاور العصبية إلى النهايات العصبية. تُخزن الحبيبات الإفرازية أيضًا في حزم على طول المحور العصبي تسمى أجسام هيرنغ.
توجد أيضًا عصبونات كبيرة مماثلة في النواة الجانب بطينية.

### إرسال الإشارات
يحتوي كل عصبون في النواة على محور عصبي واحد طويل يرسل إشارات إلى الغدة النخامية الخلفية، إذ ينتج نحو 10,000 نهاية عصبية إفرازية. تكون العصبونات الكبيرة خاضعة للتحفيز الكهربائي: تستجيب للمنبهات الواردة من العصبونات الأخرى، فتولد جهود فعل، والتي تنتشر أسفل المحاور العصبية. عندما يغزو جهد فعل نهاية عصبية إفرازية، تصبح النهاية مُزالة الاستقطاب، ويدخل الكالسيوم إلى النهاية عبر قنوات مبوبة بالفولتية. يؤدي دخول الكالسيوم إلى إفراز الحويصلات لمحتوياتها عبر عملية تعرف باسم الإخراج الخلوي. تتحرر محتويات الحويصلة في المساحة خارج الخلية، ثم تنتشر في مجرى الدم. 

### تنظيم العصبونات فوق البصرية
يُفرز الفازوبرسين (الهرمون المضاد لإدرار البول، إيه دي إتش)، استجابةً لتركيز المواد المذابة في الدم، أو انخفاض حجم الدم، أو ضغط الدم.
تأتي بعض الإشارات الأخرى من جذع الدماغ، بما في ذلك من بعض العصبونات النورأدرينالية لنواة السبيل المفرد والنخاع المستطيل البطني الجانبي. مع ذلك، تأتي العديد من الإشارات المباشرة للنواة فوق البصرية من العصبونات خارج النواة («المنطقة المحيطة بالنواة»).
تحتوي معظم الإشارات الواردة إلى النواة فوق البصرية إما على الناقل العصبي المثبط، غابا (حمض الغاما-أمينوبيوتيريك) أو الناقل العصبي الاستثاري، غلوتامات، ولكن غالبًا ما تترافق هذه النواقل مع الببتيدات المختلفة. تشمل النواقل العصبية الأخرى النورإبينفرين (من جذع الدماغ) والدوبامين والسيروتونين والأسيتيل كولين.

### الببتيدات المرافقة
تصنّع عصبونات الفازوبرسين وعصبونات الأوكسيتوسين العديد من المواد الأخرى ذات النشاط العصبي بالإضافة إلى الفازوبرسين والأوكسيتوسين، رغم وجود معظمها بكميات زهيدة فقط. مع ذلك، توجد أهمية لبعض هذه المواد. يشارك الدينورفين الذي تنتجه عصبونات الفازوبرسين في تنظيم نمط التفريغ المرحلي لعصبونات الفاسوبرسين، ويعد أحادي أكسيد النيتروجين الذي تنتجه هذه العصبونات بنوعيها مسؤولًا عن تنظيم نشاط الخلية بالتغذية الراجعة السلبية. تصنع عصبونات الأوكسيتوسين أيضًا مادة دينورفين؛ في هذه العصبونات، يعمل الدينورفين على النهايات العصبية في الغدة النخامية الخلفية كمثبط راجع سلبي لإفراز الأوكسيتوسين. تنتج عصبونات الأوكسيتوسين أيضًا كميات كبيرة من الكوليسيستوكينين بالإضافة إلى النسخة المنظمة من الكوكايين والأمفيتامين.